# 夏雲あがれ
『夏雲あがれ』（なつくもあがれ）は、宮本昌孝作の長編青春時代小説。同じ作者による『藩校早春賦』の続編として、2002年8月に集英社より刊行された。江戸時代、東海地方のある小藩の青年藩士たちの友情と旅立ちを描く。
もしくはそれを映像化したTVドラマ。TVドラマはNHK総合の木曜時代劇枠で2007年6月7日から7月5日まで放送された。全5回。

## あらすじ
江戸の後期、東海の小藩。幼なじみの筧新吾・花山太郎左衛門・曽根仙之助・恩田志保にも別れのときが訪れる。仙之助は藩主の御供衆として、太郎左は将軍家高覧の武術大会出場のためそれぞれ江戸へ立つ。それを見送る新吾と志保。新吾は志保と引かれあう仲だが、軽輩の厄介者という身では嫁に来いとも言えない。
ある日、新吾と志保が恩師・鉢谷十太夫を訪ねた折、刺客に出くわす。十太夫は藩主乗っ取りを狙う藩主の叔父・蟠竜公の仕業と推測する。その後、江戸で騒動を起こした太郎左の代役として武術大会に出場せよとの命が新吾に下り、新吾は江戸に出ることになる。
太郎左との騒動の元となった旗本家の息子。それは思わぬところで蟠竜公の陰謀につながっていた。藩政乗っ取りのシナリオはどんなものか。誰が敵で誰が味方か分からぬ中、お家存続のため、新吾らが必死にそれを探り出す。
なお、原作とドラマでは事件の背景・登場人物・結末などが一部異なる。

## 主な登場人物（出演者）
筧新吾
演 - 石垣佑磨
無役（下級藩士）の次男で性格は直情径行、藩内屈指の剣の腕前をもつ。御前試合に出られなくなった太郎左の代理となり、また恩師・十太夫から密書を託され江戸へ。
花山太郎左衛門（太郎左）
演 - 青山草太
新吾の親友で30石の藩士の跡継ぎ。新吾と並ぶ剣の腕前だが女好き。藩の代表として御前試合に出るため江戸に向かうが、辛抱たまらず訪れた吉原でトラブルにあい謹慎。土屋白楽の弟子
曽根仙之助
演 - 崎本大海
同じく新吾の親友で120石の家を継いだばかり。性格は穏和にして聡明で藩主・吉長のお供衆として太郎左とともに江戸へ。剣の腕前は今ひとつだが家事全般が得意。
恩田志保
演 - 安倍なつみ
新吾の幼なじみ。新吾のことを憎からず思っており、不安を抱きつつも江戸に送り出す。親に縁談を進められ悩む。
鉢谷十太夫
演 - 堺正章
新吾らの剣の師匠で藩主の元・傅役でかつての国家老。藩政を牛耳ろうとする蟠竜公の陰謀を阻止しようとしている。
蟠竜公
演 - 竜雷太
藩主の叔父。隠居の身だが、自分の息のかかる側室・お江与の方と吉長との間の子を次の藩主にし、藩政の実権を奪おうと画策している。
天野能登守
演 - 寺田農
大身の旗本。蟠竜公に将軍との仲介を依頼されている。
花山弥生
演 - 黒川芽以
太郎左の妹。江戸で側室・おようの方に女中として仕えている。兄思いで男を知らず純真。江戸に来た仙之助に一目惚れ。
銀次
演 - 平山広行
吉原で働く男衆の兄貴分。気っぷがよく新吾らの危機をしばしば救う。
関屋
演 - 森口瑤子
吉原一の花魁。天野との間に起こった悶着が太郎左の災難の原因となる。吉原に売られる以前に恋仲だった男と死に別れた悲しい過去をもつ。
梅
演 - 葵
関屋の妹分。
天野重蔵
演 - 青木伸輔
天野能登守の息子で梅に執心している。
安富左右兵衛
演 - 中原裕也
藩の江戸下屋敷奉行。剣の達人で太郎左に剣を教える。過去の事件で吉長を恨んでいる。
梅原監物
演 - 西村和彦
藩の江戸家老。裏で蟠竜公に通じているらしい。
土屋白楽
演 - 真夏竜
藩の御典医。篤之介君の治療にあたる。
お花
演 - 久保田磨希
年の離れた十太夫の愛妻。
河内守吉長
演 - 長谷川哲夫
藩主。
おようの方
演 - 多岐川裕美
吉長の側室。世嗣・篤之介君の生母。
篤之介君
演 - 南圭介
吉長の世嗣。聡明な性格だったが近ごろ突然錯乱状態になり藩主継承が危ぶまれている。御典医の白楽に一服盛られているらしい。
筧助次郎
演 - 林泰文
新吾の兄。
千代
演 - 麻生真友子
くノ一。
りく
演 - 円城寺あや
志保の養母。

## 書誌情報
- 夏雲あがれ（2002年8月、集英社、ISBN 978-4-08-774596-2）
- 夏雲あがれ 上（2005年8月、集英社文庫、ISBN 978-4-08-747857-0）
- 夏雲あがれ 下（2005年8月、集英社文庫、ISBN 978-4-08-747858-7）

## テレビドラマ
NHK総合の木曜時代劇枠で2007年6月7日から7月5日まで放送された。全5回。
3人の青年武士を石垣佑磨、崎本大海、青山草太が演じ、安倍なつみがヒロインを務める。

### スタッフ
- 原作：宮本昌孝（「夏雲あがれ」集英社刊）
- プロデューサー：飯島敏宏
- 脚本：宮川一郎　小金丸大和
- 演出：山田髙道、田沢幸治
- プロデューサー補：加藤章一、塚原あゆこ
- 演出補：浜弘大、佐藤敦司、阿南昭宏、塩村香里
- 殺陣指導：車邦秀
- 制作：小川賢治
- 制作統括：菅野高至、吉田雅夫
- 主題歌：「青春の影」唄：チューリップ　作詞・作曲：財津和夫

### 放送日程
| 各話   | 放送日    | サブタイトル | 視聴率 |
| ------ | --------- | ------------ | ------ |
| 第1話  | 2007/6/7  | 旅立ちのとき | 9.6%   |
| 第2話  | 2007/6/14 | 風雲うごく   | 9.5%   |
| 第3話  | 2007/6/21 | 迫りくる影   | 8.1%   |
| 第4話  | 2007/6/28 | 戦いのまえに | 9.6%   |
| 最終話 | 2007/7/5  | 明日に飛べ！ | 7.8%   |

平均視聴率 8.9%（ビデオリサーチ調べ・関東地区）
| NHK 木曜時代劇                | NHK 木曜時代劇 | NHK 木曜時代劇                  |
| 前番組                        | 番組名         | 次番組                          |
| ----------------------------- | -------------- | ------------------------------- |
| 柳生十兵衛七番勝負 最後の闘い | 夏雲あがれ     | 陽炎の辻～居眠り磐音 江戸双紙～ |